# Distretto di Xiqing
Il distretto di Xiqing (cinese semplificato: 西青区; cinese tradizionale: 西青區; mandarino pinyin: Xīqīng Qū) è un distretto di Tientsin. Ha una superficie di 545 km² e una popolazione di 330.000 abitanti al 2004.